# Claudius Merten
Claudius Merten (* 15. Mai 1842 in Roden, Rheinpreußen; † 1912 in Berlin) war ein deutscher Theaterschauspieler und Sänger.

## Leben
Merten, Sohn eines Lazarettinspektors, zeigte bereits früh sein Talent gelegentlich der Aufführung „geistlicher Spiele“ (eine Art Passionsspiele) in der Adventszeit. Als er sich zusätzlich bei Liebhaberaufführungen beteiligte, riet man ihm zum Bühnenberuf.
Ohne dramatischen Unterricht genossen zu haben, betrat er 1871 in Krefeld die Bretter. Am 20. August 1873 schiffte er sich in Hamburg auf dem Dampfschiff Frisia nach Amerika ein, wo er in New York bis 1876 tätig war. Dann kam er ans Hoftheater in Kassel, kehrte jedoch 1880 wieder, und zwar auf zwei Jahre, nach New York zurück. Von 1882 bis 1883 war er in St. Petersburg, von 1884 bis 1894 am Deutschen Theater in Berlin, von 1894 bis 1898 am Lessingtheater und trat im letztgenannten Jahre in den Verband des Neuen Theaters in Berlin, wo er das Fach der feinkomischen Charakterrollen erfolgreich vertrat.
Merten bewährte sich als ein Künstler von Bildung und Geschmack voll feinem Humor, brachte die witzigen Pointen tadellos nuanciert ohne Aufdringlichkeit zur besten Geltung, spielte natürlich und lebensnah und führte in Maske, Rede und Spiel einheitliche Charakterbilder vor. Dieser begabte Darsteller hatte sich auch zur allgemeinen Überraschung als geschmackvoller Sänger mit einer sympathischen Stimme offenbart.
Aus seinem reichhaltigen Repertoire seien erwähnt: „Griesinger“ in Doktor Klaus, „Hafermann“, „Piepenbrink“, „Oberleutnant Schwarze“, der alte „Stadtrat“ in Die Pflicht, „Major“ in Kinder der Exzellenz, sowie „Klosterbruder“, „Orgon“ in Tartuffe, „Vansen“, „Valentin“ im Verschwender, „Onkel Bräsig“ etc.
Merten spielte in mehreren Stücken von Henrik Ibsen: 1895 hatte er die Rolle des Nils Krogstad in Nora oder Ein Puppenheim am Carola-Theater in Leipzig, 1907 verkörperte er an der Freien Volksbühne im Berliner Theater den Knut Brovik in Baumeister Solneß, In New York trat er am Deutschen Theater in dem Stück Baccarat von Henri Bernstein als Baron Lebourg auf.
Claudius Merten hatte einen Sohn namens Peter.